# Hrabstwo Sutter
Hrabstwo Sutter (ang. Sutter County) – hrabstwo w stanie Kalifornia w Stanach Zjednoczonych. Obszar całkowity hrabstwa obejmuje powierzchnię 608,58 mil² (1576,21 km²). Według szacunków United States Census Bureau w roku 2009 miało 92 614 mieszkańców.
Hrabstwo powstało w 1850 roku. 